# Jerrel Pawiroredjo
Jerrel Pawiroredjo (16 oktober 1967) is een Surinaams medicus en politicus. Hij is de eerste glasvocht- en netvlieschirurg van Suriname en sinds 2025 lid van De Nationale Assemblée.

## Biografie
Jerrel Pawiroredjo studeerde van 2002 tot 2007 aan het Academisch Ziekenhuis Paramaribo (AZP) en Het Oogziekenhuis Rotterdam en promoveerde tot Doctor of Medicine aan de Faculteit der Medische Wetenschappen (FMeW) van de Anton de Kom Universiteit van Suriname. Sinds 2007 is hij oogarts bij het AZP en daarnaast sinds 2017 leidinggevende van het Suriname Eye Center.
In 2007 voerde hij voor het eerst glasvocht- en netvliesoperaties uit in Suriname. Hierbij ontving hij assistentie van Het Oogziekenhuis Rotterdam. Met het Suriname Eye Centre reisde hij ook naar verre uithoeken van Suriname, zoals Stoelmanseiland en West-Suriname, en de langs de Boven-Surinamerivier.
Pawiroredjo is lid van de Nationale Partij Suriname (NPS). Hij werd in 2016 gekozen tot ondervoorzitter van het hoofdbestuur en in de jaren erna herbevestigd. Hij was kandidaat in Paramaribo op plaats 4 tijdens de verkiezingen van 2020, maar werd toen niet gekozen. Tijdens de verkiezingen van 2025 was hij verkiesbaar op plaats 4 van de landelijke lijst en werd hij wel verkozen tot lid van De Nationale Assemblée (DNA). Terwijl hij in 2007 nog de eerste netvlieschirurg van Suriname was, was er op dat moment slechts één andere actief. Over het verbod om een overheidsbaan te combineren met het lidmaatschap van DNA zei hij dat hij zijn loon bij het AZP zou laten stopzetten, maar niet zijn patiënten en studenten in de steek zou laten. "De wet is nieuw, en er zal in de praktijk moeten blijken hoe hiermee wordt omgegaan ... Als mijn collega met vakantie is of tijdelijk uitvalt, moet er opvang zijn. Bovendien is het een drukke praktijk," aldus Pawiroredjo.
Pawiroredjo werd in 2017 onderscheiden als Commandeur in de Ereorde van de Palm.